# Wilhelm von Humboldt

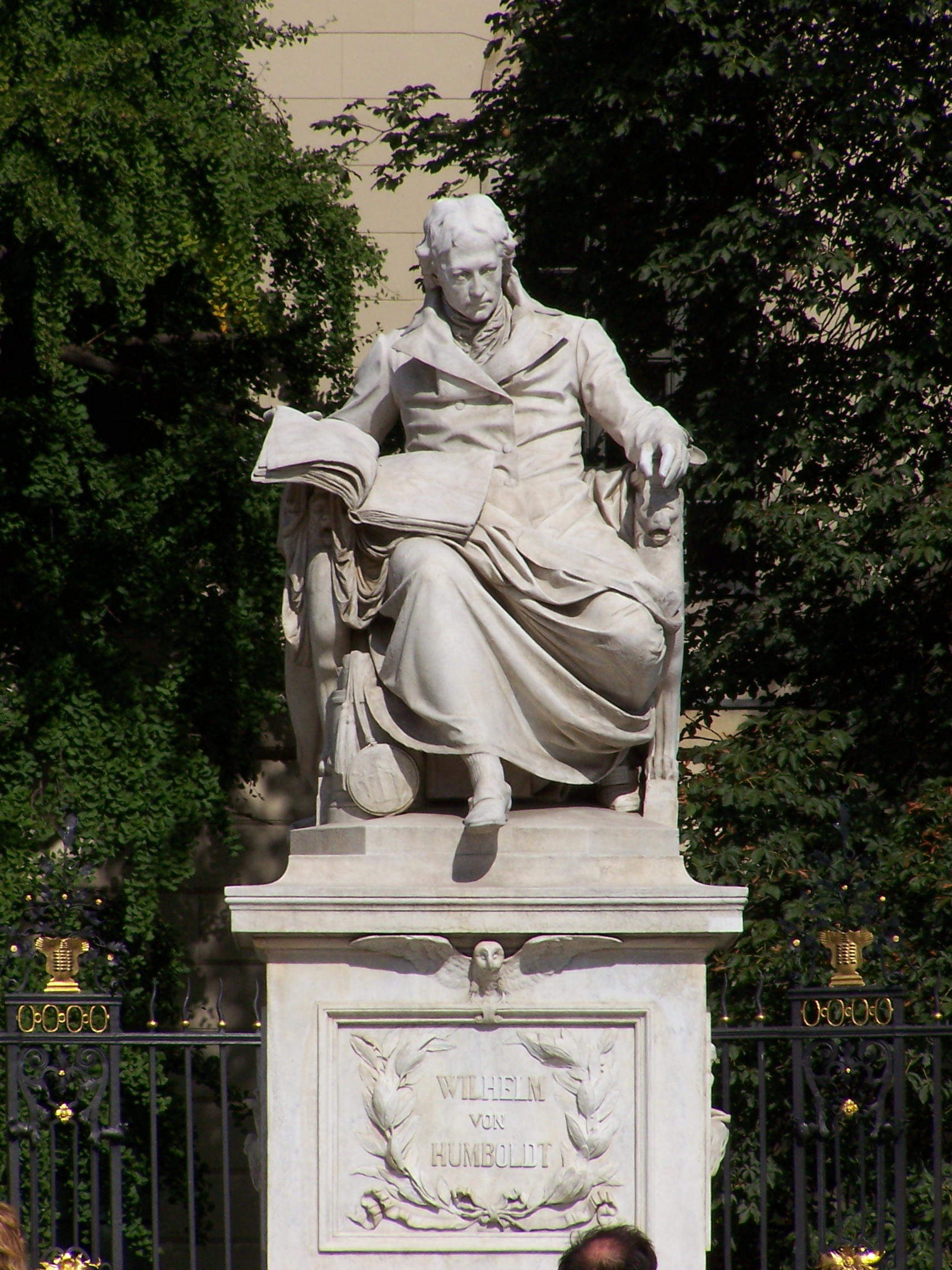
Wilhelm Humboldt emlékműve a berlini egyetem előtt

Báró Wilhelm von Humboldt, teljes nevén Friedrich Wilhelm Christian Carl Ferdinand von Humboldt (Potsdam, 1767. június 22. – Tegel (Berlin), 1835. április 8.) porosz államférfi, korszakalkotó nyelvész, esztéta, Alexander von Humboldt bátyja.

## Élete
Apja Georg Alexander von Humboldt kamarás, II. Frigyes Vilmos porosz király bizalmasa volt. Az Odera menti Frankfurtban és Göttingenben kezdetben jogi tanulmányokat folytatott, illetve ókori tudományokkal és a Kant-féle bölcsészet tanulmányozásával foglalkozott. 1789-ben egykori házitanítójával, Joachim Heinrich Campéval Párizsba utazott, majd a következő telet Weimarban töltötte, ahol Schillerrel ismerkedett meg. 1790 tavaszán Berlinbe ment s filológiai tanulmányokba fogott.
Házasságkötése után többnyire feleségének türingiai birtokán lakott; 1794 óta pedig Jénában, ahol élénk eszmecserében állt Schillerrel s később Goethével. 1797-ben elhagyta Jénát, és családjával 1801-ig Párizsban lakott, ez idő alatt meglátogatta Spanyolországot. Ott tett nyelvtanulmányainak eredményét Prüfung der Untersuchungen über die Urbewohner Hispaniens vermittelst der baskischen Sprache című munkájában foglalta össze (Berlin, 1821). 1801-ben visszatért hazájába, miniszterrezidens, majd 1808-ig követ lett Rómában, de ezen állása mellett elég ideje maradt tudományos és művészeti tanulmányainak folytatására. 1808-ban osztálytanácsossá nevezték ki a vallás- és közoktatási minisztériumba. 1809-ben megalapította a később róla és öccséről elnevezett berlini egyetemet. 1810-ben bécsi nagykövetté nevezték ki, ahol hivatalos teendői mellett baszk tanulmányait is folytatta.
1813-ban ő képviselte a Porosz Királyságot a prágai béketárgyalásokon, melyeknek eredménye lett Ausztria hadüzenete Franciaország ellen. A lipcsei csata után Franciaországba kísérte a főhadiszállást, és képviselte Poroszországot az 1814-es eredménytelen châtilloni kongresszuson. 1816. november 5-én Frankfurt am Mainban a szövetségi gyűlés megnyitásán szintén ő volt Poroszország képviselője. A következő évben követként Londonba ment, majd 1819-ben a kétfelé oszlott belügyminisztérium egyik felének vezetését vette át, mely a rendi ügyek elintézésével foglalkozott. Mivel Boyen és Beyme miniszterekkel szövetkezett a karlsbadi határozatokkal megkezdett konzervatív fordulat ellen, egy december 31-ei kabineti rendelettel elbocsátották. Ezzel végképp búcsút vett a közélettől; csak 1830-tól hívták meg ismét az államtanács üléseire. Visszavonulása után többnyire tegeli kastélyában élt. A Magyar Tudományos Akadémia külső tagja volt. 1884-ben a berlini egyetem előtt neki és Alexander öccsének márvány emlékművet állítottak.

## Munkássága

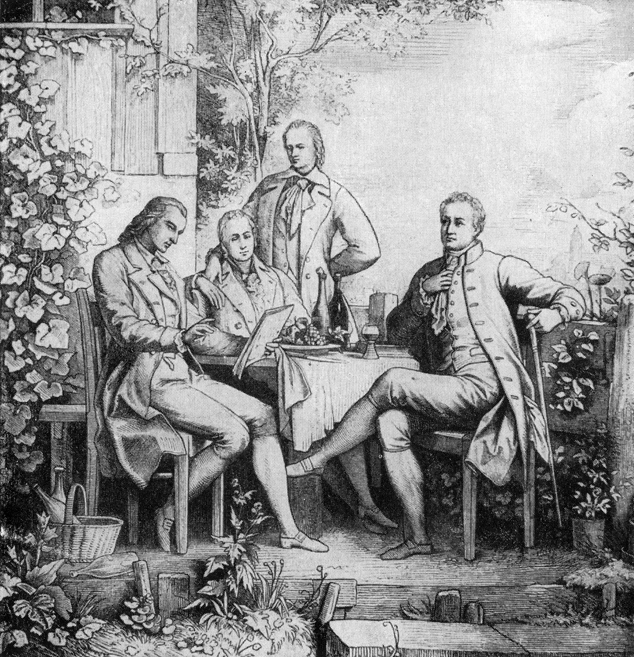
Adolph Müller: Schiller, Wilhelm und Alexander von Humboldt und Goethe in Jena

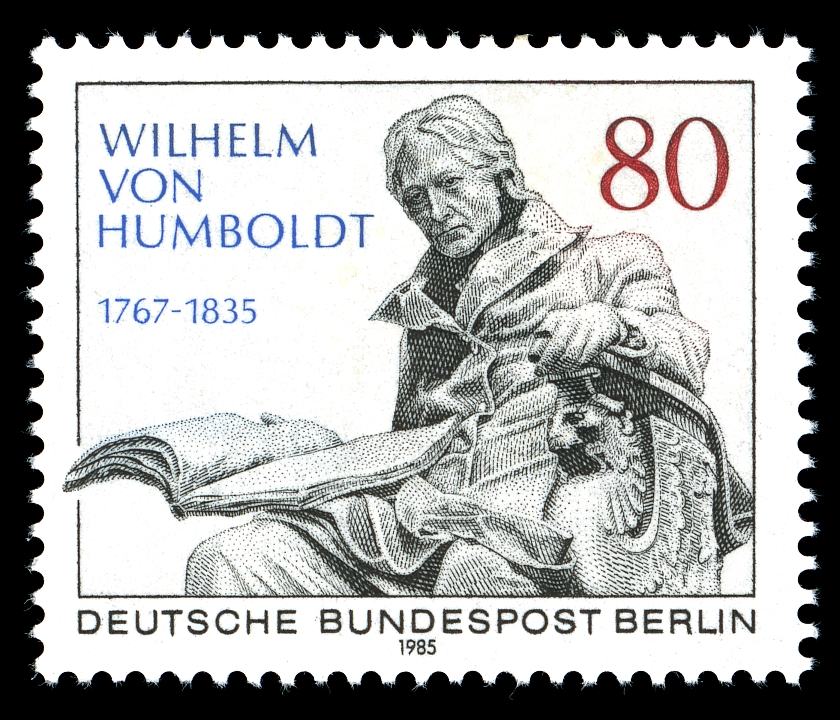

Irodalmi munkái közül a legelsők összegyűjtve Ästhetische Versuche címmel jelentek meg (Braunschweig, 1799), ezek Goethe és Schiller néhány művéről való bírálatok. Néhány más jeles esztétikai értekezésén kívül görögből való műfordításokat is adott ki: Aiszkhülosz Agamemnónját, Pindarosz két olimpiai ódáját stb. Jellemzően azonban az általános és összehasonlító nyelvtudomány területén munkálkodott. Kiemelkedő a Spanyolország őslakóiról a baszk nyelv alapján írt műve (Prüfung der Untersuchungen über die Urbewohner Hispaniens vermittelst der baskischen Sprache, Berlin, 1821). 
Több értekezése a szanszkrit nyelvvel s irodalommal való foglalkozása eredménye (Über d. Dualis, 1828; Über die Ortsadverbien, 1830 stb.). Főmunkája ezen a téren az Über die Kawisprache auf der Insel Java, amely csak halála után 1836–40 között jelent meg. Korszakalkotó volt e munkának bevezetése: Über die Verschiedenheit des menschlichen Sprachbaus und ihren Einfluss auf die geistliche Entwicklung des Menschengeschlechts (Berlin, 1836).
Egy barátnőjéhez intézett leveleiben esztétikai és filozófiai moralistaként jelenik meg (Lipcse, 1847). Irodalomtörténeti értéket képvisel Humboldt és Schiller levelezése, amelyet Humboldt maga adott ki (Stuttgart, 1830). Goethével való levélváltása 1876-ban jelent meg.

## Művei
- Sokrates und Platon über die Gottheit, 1787–90
- Ideen zu einem Versuch, die Gränzen der Wirksamkeit des Staats zu bestimmen, 1791
- Ideen zu einem Versuch, die Grenzen der Wirksamkeit des Staats zu bestimmen; Hörbuch gemeinfrei, LibriVox
- Über den Geschlechtsunterschied, 1794
- Über männliche und weibliche Form, 1795
- Plan einer vergleichenden Anthropologie, 1797
- Das achtzehnte Jahrhundert, 1797
- Ästhetische Versuche I.: Über Goethe's Hermann und Dorothea Archiválva 2007. június 7-i dátummal a Wayback Machine-ben, 1799
- Latium und Hellas, 1806
- Geschichte des Verfalls und Untergangs der griechischen Freistaaten, 1807‒1808
- Über den zukünftigen Zustand Deutschlands, 1813 (Denkschrift)
- Pindars „Olympische Oden“. Übersetzung aus dem Griechischen, 1816
- Aischylos’ „Agamemnon“. Übersetzung aus dem Griechischen, 1816
- Über das vergleichende Sprachstudium in Beziehung auf die verschiedenen Epochen der Sprachentwicklung, 1820
- Über die Aufgabe des Geschichtsschreibers, 1821
- Über die Entstehung der grammatischen Formen und ihren Einfluss auf die Ideenentwicklung, 1822
- Über die Buchstabenschrift und ihren Zusammenhang mit dem Sprachbau, 1824
- Bhagavad-Gitá, 1826
- Über den Dualis, 1827
- Über die Sprache der Südseeinseln, 1828
- Über Schiller und den Gang seiner Geistesentwicklung, 1830
- Rezension von Goethes Zweitem römischem Aufenthalt, 1830
- Über die Verschiedenheit des menschlichen Sprachbaus und seinen Einfluss auf die geistige Entwicklung des Menschengeschlechts, 1836

### Magyarul
- Wilhelm von Humboldt válogatott írásai; jegyz., utószó Telegdi Zsigmond, ford. Rajnai László; Európa, Budapest, 1985